# Francis Boeniger
Francis Boeniger fue un director de fotografía de nacionalidad suiza que mantuvo una prolongada actividad en Argentina. Después de haber trabajado en Europa emigró a Argentina, donde colaboró en Film Revista Valle, el primer noticiero semanal argentino, producido entre 1921 y 1930 por Federico Valle.
A comienzos de la década de 1930 los Estudios Lumiton, que habían construido en Buenos Aires nuevas y modernas instalaciones especialmente diseñadas para producir filmes y dotadas de los últimos adelantos técnicos, trajeron de Europa para hacerse cargo de la fotografía, a John Alton, quien realizó un aporte muy importante en la primera película del nuevo estudio, Los tres berretines (1933), filme en cuyos créditos no figura el nombre de su director Enrique Telémaco Susini, ni del guionista, ni del personal técnico, sino la leyenda “Versión cinematográfica, fotografía, sonido y laboratorio, Lumiton”. Este filme lanzó a Luis Sandrini al estrellato.
Con Los tres berretines, Alton comenzó en el campo de la fotografía argentina una importante labor formativa. Su estilo difería del que había conocido Daniel Tinayre cuando era ayudante en la Paramount Pictures Corporation en París; apartándose de la idea predominante en esa época de que la fotografía debía ser de foco perfecto, incisiva, cruda, Alton tenía preferencia por el uso de difusores y contraluces que luego difundiera el director Josef von Sternberg; sus enseñanzas en Argentina permitieron ir dejando de lado la llamada “luz argentina” consistente en una iluminación sin origen definido que se limitaba a alumbrar el decorado para que la acción quedara registrada fotográficamente pero sin poner nada en la película.
Lumiton le encomendó entonces la dirección de El hijo de papá (1933), que fue tal desastre que Sandrini, que la protagonizaba, compró todas las copias y las hizo desaparecer. La siguiente película, Puerta cerrada, la codirigió con Luis Saslavsky. De ella escribiría lo siguiente el crítico Domingo Di Nubila: 

«[...] fue uno de los mejores entre los melodramas que combinaron arte y entretenimiento para atraer a todas las capas del público[...] Sedujo también con las imágenes de John Alton, quien con una fotografía tan bella como funcional para el estilo y los climas narrativos mostró su maduración como artista de la luz y su complementación con las inquietudes estéticas de Saslavsky, también servidas por la escenografía de Raúl Soldi, la colaboración artística de Ernesto Arancibia, la asistencia de Enrique Cahen Salaberry, el montaje de Carlos Rinaldi y la música incidental de Mario Maurano.»

En 1936 Alton dejó Lumiton y pasó a Argentina Sono Film para colaborar en Amalia y allí se vinculó con los directores de fotografía Antonio Merayo y Alberto Etchebehere, que se habían iniciado filmando con el Film Revista de Federico Valle y experimentando lo concerniente a la fotografía y que incluso habían inventado el sistema de sobreimprimir los títulos en las películas extranjeras. Por su parte Boeniger, que había trabajado en UFA y admirado la estética de avanzada del cine alemán, el más importante de la época, se incorporó a Argentina Sono Film  y dirigió entre otros filmes la fotografía de Monte criollo (1935) en la que por primera vez en el cine local se combinaba el expresionismo con el art decó. Un ejemplo del arte de Boeninger es la percecusión final de Mercado de Abasto (1955) que dirigiera Lucas Demare dentro del mercado con los bajos contraluces dirigidos entre las columnas donde se esconde el protagonista.
En 1943 Boeniger ganó el Premio Cóndor Académico a la Mejor fotografía otorgado por la Academia de Artes y Ciencias Cinematográficas de la Argentina por la película Tres hombres del río (1943).

## Filmografía como director de fotografía
Intervino en las siguientes películas:
- Huis Clos (A puerta cerrada)  (1962)
- Las modelos (1962)
- Esta tierra es mía (1961)
- El bote, el río y la gente (1960)
- Álamos talados(1960)
- La morocha (1958)
- Una viuda difícil (1957)
- Después del silencio (1956)
- Sangre y acero (1956)
- La pícara soñadora (1956)
- El hombre que debía una muerte (1955)
- El amor nunca muere (1955)
- Mercado de abasto (1955)
- El calavera (1954)
- Mujeres casadas (1954)
- Un hombre cualquiera (1954)
- El grito sagrado (1954)
- Desalmados en pena (1954)
- Del otro lado del puente (1953)
- La voz de mi ciudad (1953)
- Dock Sud (1953)
- Ellos nos hicieron así (1953)
- Mi mujer está loca (1952)
- La patrulla chiflada (1952)
- Vivir un instante (1951)
- Fantasmas asustados (1951)
- Pasó en mi barrio (1951)
- El pendiente (1951)
- Romance en tres noches (1950)
- Cinco grandes y una chica (1950)
- Arrabalera (1950)
- Esposa último modelo (1950)
- De hombre a hombre (1949)
- La cuna vacía (1949)
- Por ellos... todo (1948)
- La calle grita (1948)
- Como tú lo soñaste (1947)
- Nunca te diré adiós (1947)
- Romance musical (1946)
- La pródiga (1945)
- La cabalgata del circo (1945)
- Besos perdidos (1945)
- Despertar a la vida (1945)
- El muerto falta a la cita (1944)
- Juvenilia (1943)
- Tres hombres del río (1943)
- El camino de las llamas (1942)
- Vacaciones en el otro mundo (1942)
- Cuando la primavera se equivoca (1942)
- Veinte años y una noche (1941)
- Hay que casar a Ernesto (1941)
- Héroes sin fama (1940)
- Mi suegra es una fiera (1939)
- Oro entre barro (1939)
- Giácomo (1939)
- Cándida (película de 1939)  (1939)
- La mujer y el jockey (Hipódromo)  (1939)
- Villa Discordia (1938)
- Busco un marido para mi mujer (1938)
- Maestro Levita (1938)
- Palermo (1937)
- Don Quijote del Altillo (1936)
- Puerto Nuevo (1936)
- Monte criollo (1935)
- El alma del bandoneón (1935)
- La barra mendocina (1935)
- Bajo la santa Federación (1934)
- Riachuelo(1934)